# Бергасс, Николас
Николас (Николя) Бергассе (фр. Nicolas Bergasse; 24 января 1750, Лион — 28 мая 1832, Париж) — французский политик, государственный деятель, юрист, философ, публицист.

## Биография
Изучал философию и право. Позже был адвокатом в Лионе, затем переехал в Париж и здесь стал известным после выступления на знаменитом процессе Бомарше с банкиром Корнманном, затеявшим судебный процесс против собственной жены, обвиняя её в неверности (супружеская неверность в то время была уголовно наказуемым деянием). Бомарше представлял на процессе интересы мадам Корнманн и блестяще выиграл процесс, несмотря на то, что представлявший интересы мужа адвокат Бергасс был очень сильным противником.
Служил юристом в парламенте Парижа. В 1781 году стал учеником и последователем Франца Месмера и в 1784 году опубликовал работу о систематизации месмеризма, озаглавленную «Considérations sur le magnetisme animal». Бергассе помог Месмеру основать Парижское общество гармонии.
Во время Великой французской революции Н. Бергассе был избран представителем города Люна в собрании Генеральных штатов от третьего сословия. В 1789 году стал депутатом Национального собрания.
Политик. Представлял Среднюю партию (первоначальный центр), который образовали монархисты, преданные идее королевской власти, но желавшие, в то же время, реформ и конституции, с разделением властей и с представительством из двух палат (Малуэ, Мунье, Лалли-Толандаль, Бергасс, Клермон-Тоннер и др.). Они учредили клуб «беспристрастных» или «монархический», закрытый в начале 1791 года.
Отказался впоследствии от присяги новой конституции и сложил свои полномочия. С этого времени он посвятил себя исключительно публицистической деятельности и написал несколько брошюр, в которых подвергал осуждению деятельность Национального собрания.
Во время Французской революции он выразил особую политическую и конституционную идею, вдохновленную британской и американской моделями, и разработал теорию суверенитета универсального разума.
Не будучи приверженцем абсолютной монархии, Н. Бергассе тем не менее по своим политическим воззрениям был близок к партии двора.
При взятии дворца Тюильри (10 августа 1792) восставшие нашли там многие его письма к королю и проект конституции, и Н. Бергассе был арестован. Но смерть Робеспьера спасла его от гильотины.
С этого времени Н. Бергассе отошёл от активной политики и посвятил себя философским трудам.
Один из деятелей Эпохи Просвещения. Встречался с Эммануэлем-Жозефом Сийесом и Жан-Жаком Руссо́.
Считается, что Бергассе, в 1815 году в Париже в компании мадам де Крюденер встречавшийся с Александром I, мог повлиять на выработку идеологии Священного союза.
В 1830 году король Карл X назначил его членом Государственного совета.
После реставрации Бурбонов опубликовал «Эссе о законе» и «Эссе о собственности», в результате чего у него возникли проблемы с новыми властями.

## Избранные публикации
О месмеризме
- Considérations sur le Magnétisme animal — 1784
- Théorie du Monde suivant les principes de Mesmer

Публикации во время Французской революции и реставрации Бурбонов
- выступления и доклады, произнесенные в Национальном собрании:
- Protestation contre les Assignats-Monnoie (1790)
- Essai sur la loi, sur la souveraineté et sur la liberté de manifester ses pensées (Париж, 1817; 3 изд. 1822)
- Essai sur la propriété (1821)
- Sur l’influence de la volonté et sur l’intelligence (Париж, 1807);